# Ретро радио
„Ретро радио“ започва своето излъчване официално на 3 юли 2001 г. в София на честота 98,3 MHz. На 1 август 2008 г. е наследено от Радио 1 Рок.

## История
Към 2006 г. радиото излъчва 24-часова програма в градовете: София, Пловдив, Варна, Бургас, Стара Загора, Велико Търново, Сливен, Шумен и Плевен, а Димитър Павлов, водещ на Сутрешната програма е най-предпочитания глас в българския радио ефир.
Ретро Радио стои зад кампании като „1000 бебета на България“, „Коя е най-хубавата българска дума“, „Златен текст на БГ песен“, „Министър за един ден“ и др.
Радиото е сред петте най-слушани радиостанции в България. Музиката, която излъчва е предимно хитове от 60-те до 90-те години на 20 век.
Всеки ден от седмицата радиото излъчва тематичните вечери:
- Понеделник – „Блус за двама“
- Вторник – „Българските хитове“
- Сряда – „Рок експлозия“
- Четвъртък – „Стари но златни“
- Петък и Събота – „Диско клуб 54“
- Неделя – „Пиано бар“

По случай 5-годишнината на радиото, на пазара се появява диск, с подбрани откъси от рубриката „Иновациите на инж. Донев“, които дълго време звучат в Сутрешната програма с Димитър Павлов.
През юли 2008 г. името и програмната схема са сменени, отпадат всички предавания. Радиото излъчва 24 часа музика, прекъсвана от кратки новини на всеки час.